# FHM
|  | Per a altres significats, vegeu «Federació Hotelera de Mallorca». |

FHM o For Him Magazine (en anglès, 'revista per a ell') és una revista mensual per a homes. Va ser publicada per primera vegada al Regne Unit el 1985 amb el nom de For Him, el qual va canviar a FHM onze anys després. Creada per Chris Astridge, la revista es basava principalment en la moda i era distribuïda a través d'outlets de roba masculina. La seva circulació es va expandir als quioscos de diaris i va començar a ser editada trimestralment el 1987. FHM va ser venuda per la companyia EMAP a la seva símil alemanya Bauer Verlagsgruppe el desembre de 2007.